# Onthophagus kumbaingeri
Onthophagus kumbaingeri är en skalbaggsart som beskrevs av Matthews 1972. Onthophagus kumbaingeri ingår i släktet Onthophagus och familjen bladhorningar. Inga underarter finns listade i Catalogue of Life.